# Ранкович, Светолик
Светолик Ранкович (серб. Светолик Ранковић;	7 декабря 1863, Велика Моштаница — 18 марта 1899, Белград) — сербский писатель.

## Биография
Родился в селе Моштаница, вблизи Белграда, в 1863 году. Сын сельского учителя Павла Ранковича. Выбрал для себя карьеру священника. В 1884 году окончил духовную семинарию в Белграде, а в 1889 году — Киевскую духовную академию. Преподавал богословие в церковной школе Крагуеваца. В 1890 году стал профессором. С 1893 года преподавал в Белградской семинарии, в 1894 году был переведён в Ниш. В 1897 году преподавал в церковной школе в Белграде. В 1898 году в связи с болезнью перебрался в монастырь Буково, вблизи Неготина. По возвращении в Белград умер в 1899 году от чахотки. Он был женат на докторе Босе Ранкович, имел троих детей.

## Творчество
Начал писать в 1892 году. Тематику своих рассказов (сборники «Картины из жизни» (издан в 1904 году) и романов — «Лесной царь» (1897), «Сельская учительница» (1899), «Разрушенные идеалы» (издан в 1900 году)) Ранкович брал из жизни сербского крестьянства. Романы объединяет проблема столкновения человека с буржуазной действительностью.
Одним из первых в сербской литературе сосредоточил внимание на внутреннем мире героя (внедрил внутренний диалог), раскрывая характеры в острых жизненных столкновениях. Вошёл в сербскую литературу как выдающийся реалист, был одним из создателей жанра психологического романа в Сербии.
Переводил также произведения Л. Толстого и В. Короленко.